# Gao Hongbo (snowbordzista)
Gao Hongbo (chiń. 高宏博; ur. 20 października 2000 w prowincji Heilongjiang) – chiński snowbordzista specjalizujący się w jeździe po halfpipe, olimpijczyk z Pekinu 2022.

## Kariera
W Pucharze Świata zadebiutował 8 grudnia 2018 w Copper Mountain. Jego pierwszym dużym seniorskim turniejem międzynarodowym były igrzyska olimpijskie w Pekinie.

## Udział w zawodach międzynarodowych
| Impreza                     | Rok  | Gospodarz | Konkurencja | Miejsce |                      |      |       |          |     |
| --------------------------- | ---- | --------- | ----------- | ------- | -------------------- | ---- | ----- | -------- | --- |
| Impreza                     | Rok  | Gospodarz | Konkurencja | Miejsce | Igrzyska olimpijskie | 2022 | Pekin | halfpipe | 25. |
| Mistrzostwa świata juniorów | 2018 | Cardrona  | halfpipe    | 16.     |                      |      |       |          |     |